# Start Cycling Team-Atacama Flowery Desert/Saison 2012
Dieser Artikel listet Erfolge und Fahrer des Radsportteams Start Cycling Team-Atacama Flowery Desert in der Saison 2012 auf.

## Mannschaft
| Name                  | Geburtstag        | Nationalität | Team 2011 |
| --------------------- | ----------------- | ------------ | --------- |
| Mauricio Frazer       | 24. Januar 1984   | Argentinien  | Neoprofi  |
| Tomás Gil             | 27. März 1990     | Argentinien  | Neoprofi  |
| Gustavo López         | 7. August 1987    | Argentinien  | Neoprofi  |
| Óscar Matiauda        | 22. Februar 1991  | Paraguay     | Neoprofi  |
| Rubén Menéndez        | 3. März 1978      | Spanien      | Neoprofi  |
| Gustavo Miño          | 12. Juni 1984     | Paraguay     | Neoprofi  |
| Manuel Miranda        | 16. Mai 1981      | Chile        | Neoprofi  |
| Alejandro Padulo      | 4. April 1992     | Paraguay     | Neoprofi  |
| Pedro Palma           | 24. Januar 1989   | Chile        | Neoprofi  |
| Javier Sanguino       | 6. Dezember 1988  | Venezuela    | Neoprofi  |
| Nicolae Tanovitchii   | 23. Oktober 1993  | Moldau       | Neoprofi  |
| Juan Pablo Villamayor | 25. Januar 1989   | Paraguay     | Neoprofi  |
| Ibon Zugasti          | 17. Dezember 1972 | Spanien      | Neoprofi  |